# Ischnopsis
Ischnopsis é um gênero de traça pertencente à família Agonoxenidae.